# Guglielmo Azzone Castelbarco

Stemma araldico della famiglia Castelbarco presso il transetto meridionale della cattedrale di Trento.

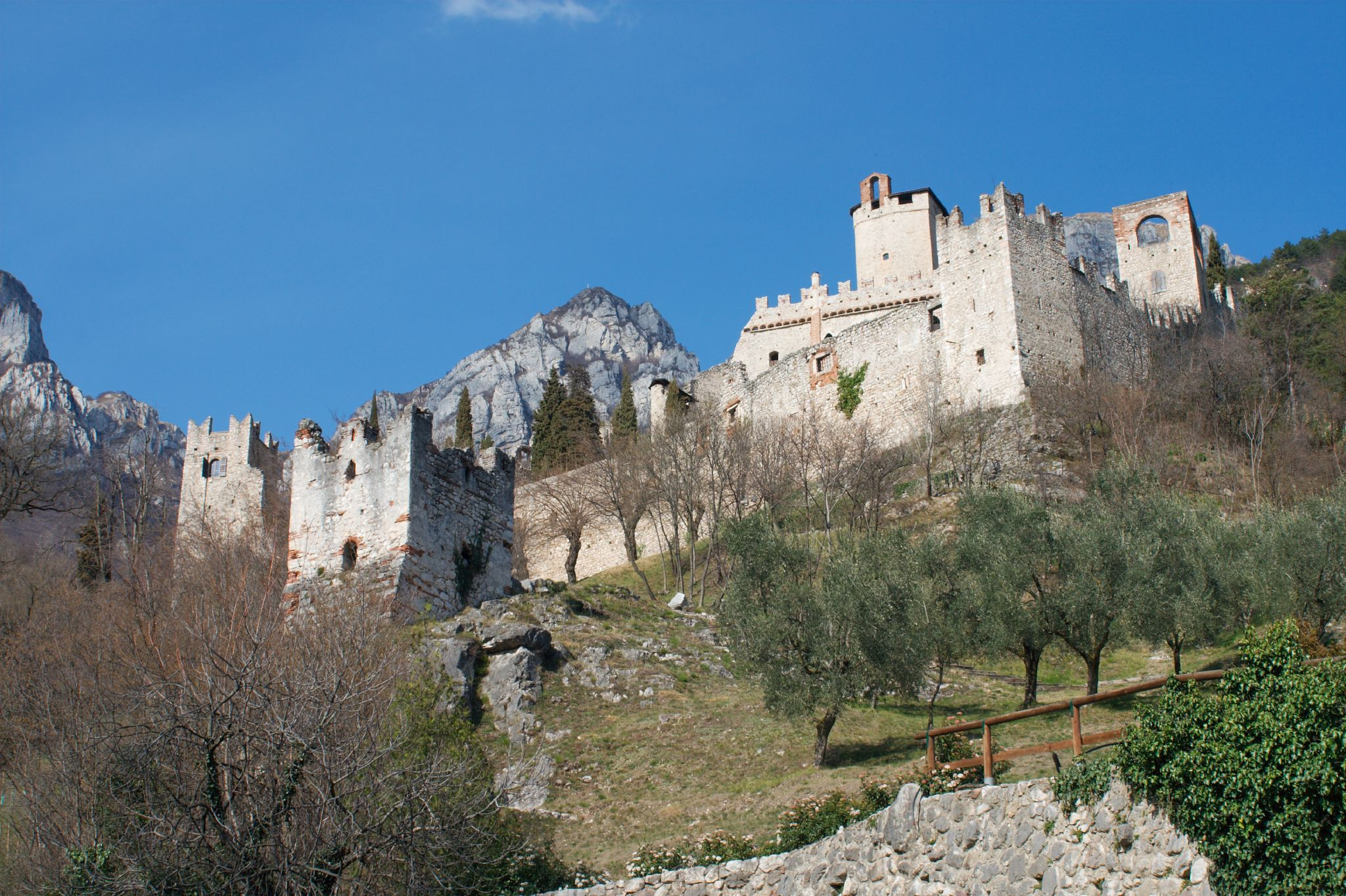
Castello di Avio

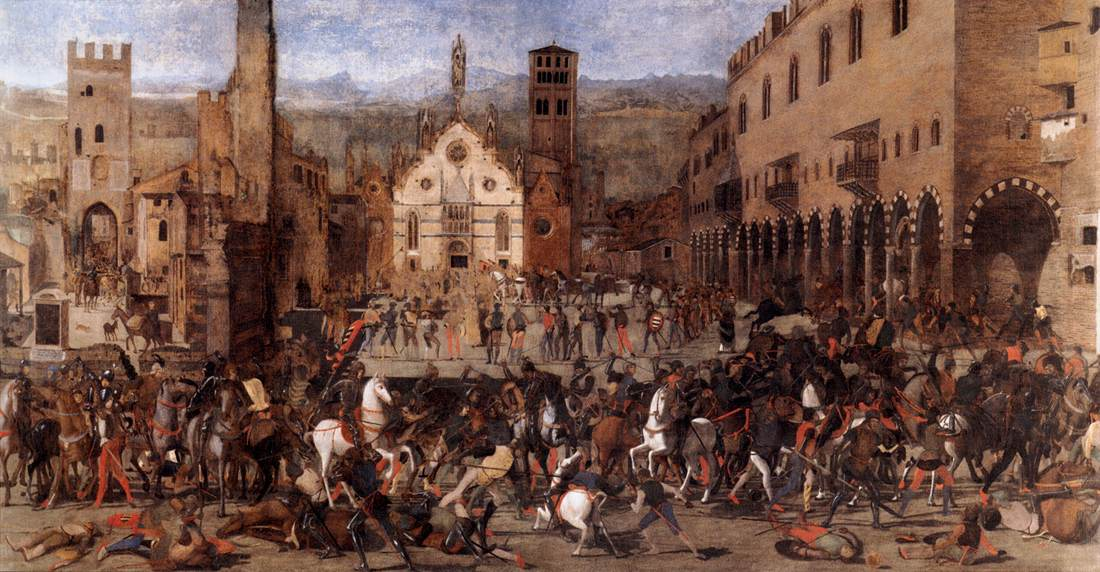
Domenico Morone, Cacciata dei Bonacolsi, 1494.

Guglielmo Azzone Castelbarco (XIV secolo – XIV secolo) è stato un condottiero italiano.

## Biografia
Da non confondersi con lo zio, il condottiero Guglielmo Castelbarco (...-1320), Guglielmo Azzone fu signore di Ala, Avio e Brentonico. Figlio di Federico Castelbarco, fratello di Guglielmo Castelbarco "il Grande", e di Beatrice Castelcorno, Guglielmo Azzone sposò a Mantova nel 1319 Tommasina Gonzaga (...-1372), figlia di Ludovico I Gonzaga, primo capitano del popolo e signore di Mantova.
Il matrimonio con Tommasina ben testimonia il prestigio del Castelbarco, fedele agli Scaligeri e gratificato di un matrimonio con la figlia di uno dei più importanti alleati italici della dinastia veronese. Guglielmo, il 16 agosto 1328 al comando di un gruppo di veronesi armati, partecipò a Mantova alla cacciata dei Bonacolsi. Fedele alla causa imperiale, nel 1333 ospitò nel suo castello di Avio Carlo IV di Lussemburgo, futuro imperatore dal 1355.
L'arca funebre di Guglielmo Azzone Castelbarco, inizialmente collocata presso la cappella di Sant'Antonio abate del Castello di Avio, è oggi conservata presso la Chiesa del SS. Nome di Maria di Loppio), eretta vicino al locale Palazzo Castelbarco.

## Discendenza
Guglielmo e Tommasina ebbero sei figli:
- Aldrighetto
- Alberto
- Giancarlo
- Francesco Leone
- Azzone
- Franceschina